# Titanacris humboldtii
Titanacris humboldtii is een rechtvleugelig insect uit de familie Romaleidae. De wetenschappelijke naam van deze soort is voor het eerst geldig gepubliceerd in 1869 door Scudder.